# Ketrin Benfild
Dr Ketrin "Kejt" Benfild je izmišljeni lik iz američke televizijske serije Urgentni centar, a tumačila ju je Anđela Beset. Ona je odeljenska lekarka sa tajanstvenom prošlošću sa Opštom bolnicom. Dodavanje Besetove u uvodnu špicu bilo je u 2. epizodi 15. sezone.

## Život u Opštoj i karijera
Benfildova je zaposlena 2008. godine kao stalna načelnica hitnog zdravstva kako bi zamenila dr. Skaj Veksler koja je bila v.d. načelnica hitnog zdravstva. Odbor je odlučio da ponudi stalno mesto dr. Gregoriju Pratu, ali je sa njegovom smrću Benfildova dovedena kao njegova zamena. Pojavila se u 2. epizodi 15. sezone i odmah dovela ceo Urgentni centar na ivicu svojim oštrim stavom. Pomenuto je da je bila u Intoneziji kako bi pomogla tamošnjoj Opštoj bolnici u katastrofi zbog cunamija 2004. godine. Prvog dana je bolničarka Hejle pomenula da joj je Benfildova poznata kao da je već bila u Opštoj, a Benfildova je to odmah porekla. Već prvog dana je bio ispit njenih veština spoosbnog i delotvornog vođe kada je bioterorista bacio kesu punu ricina u Urgentnom centru zbog čega je moralo da bude spašavanje i pravljenje karantina. Na kratko se srela i sukobila oko slučaja sa pucnjavom sa Ebi Lokhart koja je tada radila poslednju smenu u Opštoj bolnici. Ipak, Benfildova se pomirila sa svojom novom poznanicom pre nego što je Ebi otišla u Boston.
U epizodi "Leči se"j lečenje devojčice koja se zamalo udavila u Čikagu je probudilo bolne uspomene, a opet je na kraju pomoglo Benfildovoj da spasi devojčicu sigurne smrti pa je tako u svom umu ispravila grešku koju je napravila sa svojim sinom Derilom.
Kasnije u 15. sezoni su Kejt i Arči Moris ostali zavejani na skupu u Omahi. Benfildova se napila i napravila je divlji ispad zabave u hotelskom predvorju. Tada se nasmešila i nasmejala po prvi put (i verovatno prvi put posle nesreće). Njih dvoje su prespavali u istoj sobi pre povratka u Čikago. Kejt se otvorila Morisu kako je sa suprugom napravila još jedno dete pre nekoliko godina, ali je imala pobačaj.

## Detinjstvo i mladost
U epizodi "Leči se" 15. sezone, publika je saznala za prošlost Kjet Benfild koja je progoni i kako ju je iskustvo osećajno povredilo. Smeštena u 2002. godini 6 godina ranije, epizoda sa bljeskovima iz prošlosti je otkrila srećnu Kejt Benfild sa suprugom Raselom (koga je tumačio suprug Besetove Kurtni B. Vens) i njihovim petogodišnjim sinom Derilom. Benfildova je imala mlađi izgled i dužu crnu kosu. Bila je nasmejana što publika do tada nije videla.  U ovoj epizodi je rekla dr. Marku Grinu da radi kao odeljenski lekar Urgentnog centra na Univerzitetu "Čikago". Išla je na Medicinski fakultet "Džon Hopkins".
Tokom boravka na gradskom igralištu, Deril je imao tajanstveni napad. Kejt u početku nije videla ništa ozbiljno kod toga pa nije htela da zove 94 iako je njen suprug Rasel navaljivao. Kad je Deril počeo da povraća krv, Kejt ga je odvela u Opštu bolnicu gde ga je primio dr. Mark Grin u Sali 1. Deril je imao akutnu leukemiju i umro je odsloženosti koje su išle uz bolest. Kejtino početno poricanje i odlaganje su doprileni jednom od činilaca koji je doveo do toga da dr. Grin ne uspe da spasi Derila. To je objasnilo kako ju je bolničarka Hejle prepoznala i hladan trenutak Benfildove kada je prvog dana kročila u Salu 1. U poslednjem prizoru epizode su Benfildova i Grin razgovarali o tome šta se desilo blizu reke Čikago i kako se za nesreću ispostavilo kako je vrlo štetna po Kejtin um i njen brak sa suprugom.

## Lični život
U sadašnjosti tokom epizode "Leči se" posle Derilove smrti, Kejt je ležala u sinovljevoj sobi, a suprug Rasel joj je rekao da nije ona kriva za to što se desilo, a Kejt je po pvri put zaplakala zbog sinovljeve smrti. Moris je ostao zapanjen kad je otkrio da Kejt radi u bolnici u kojoj joj je sin umro. Kasnije se Kejt sastala sa dr. Koburn sa ginekologije i akušerstva pošto su ona i Rasel odlučili da porade na drugom detetu iako im je Koburnova rekla da su im izgledi klimavi. Kejt je krenula da uzima posebne inekcije hormona kako bi poboljšala izglede u postupku i pokušala je da se nada uprkos svemu, ali su ona i Rasel ostali slomljeni kada umetanje jajašaca nije uspelo. Kasnije je u toku sezone jedna majka ostavila dete u opštoj bolnici i sa njim se Kejt povezala. Ubedila je Rasela da usvoje dete. Kada se u pretposlednjoj epizodi majka vratila po dete, ona ju je ubedila da dozvoli njoj i Raselu da usvoje dete.